# Schedorhinotermes longirostris
Schedorhinotermes longirostris es una especie de termita subterránea del género Schedorhinotermes, de la familia Rhinotermitidae, orden Blattodea. Fue descrita por Brauer en 1866.

## Distribución
Se distribuye por Andamán y Nicobar, Malasia peninsular, Papúa Nueva Guinea, el este de Nueva Bretaña, Nueva Bretaña Occidental y Palaos.

## Tratamiento taxonómico
Fue publicada en Brauer, F.M. (1866) Reise der österreichischen Fregatte Novara um die Erde in den Jahren 1857, 1858, 1859 unter den Befehlen des Commodore B. von Wüllerstorf-Urbair: zoologischer Theil, zweiter Band, 1. Abtheilung A [Vol. 2, part 4]. Kaiserlich-Königliche Hof- und Staatsdruckerei in Commission bei K. Gerold’s Sohn, Wien [Vienna]. [104 pp. + 2 pls.].